# Postcrossing

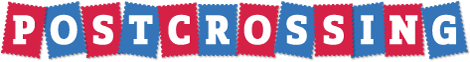

Postcrossing är en webbplattform och internetcommunity där användarna skickar och får vykort från hela världen. Postcrossing lanserades år 2005 av Paulo Magalhães. Medlemmarna på sidan kallar sig för "postcrossers". Postcrossing har cirka 800 000 medlemmar från cirka 200 länder.